# Золтан Фодор
Золтан Фодор (угор. Fodor Zoltán, 29 липня 1985, Будапешт) — угорський борець греко-римського стилю, олімпійський медаліст.

## Життєпис
Боротьбою почав займатися з 1994 року. У 2002 році став чемпіоном Європи серед кадетів.
Виступав за борцівський клуб «Ferencvárosi TC» Будапешт. Тренери — Андраш Шике (з 1999), Йожеф Шелес (з 1996).

## Спортивні результати на міжнародних змаганнях

### Виступи на Олімпіадах
| Змагання                    | Збірна   | Вагова категорія                 | Місце  |
| --------------------------- | -------- | -------------------------------- | ------ |
| Літні Олімпійські ігри 2008 | Угорщина | греко-римська боротьба, до 84 кг | Срібло |

### Виступи на Чемпіонатах світу
| Змагання                        | Збірна   | Вагова категорія                 | Місце |
| ------------------------------- | -------- | -------------------------------- | ----- |
| Чемпіонат світу з боротьби 2007 | Угорщина | греко-римська боротьба, до 84 кг | 8     |
| Чемпіонат світу з боротьби 2009 | Угорщина | греко-римська боротьба, до 84 кг | 17    |

### Виступи на Чемпіонатах Європи
| Змагання                         | Збірна   | Вагова категорія                 | Місце |
| -------------------------------- | -------- | -------------------------------- | ----- |
| Чемпіонат Європи з боротьби 2007 | Угорщина | греко-римська боротьба, до 84 кг | 16    |
| Чемпіонат Європи з боротьби 2009 | Угорщина | греко-римська боротьба, до 84 кг | 8     |
| Чемпіонат Європи з боротьби 2010 | Угорщина | греко-римська боротьба, до 84 кг | 21    |
| Чемпіонат Європи з боротьби 2011 | Угорщина | греко-римська боротьба, до 84 кг | 13    |

### Виступи на Кубках світу
| Змагання                    | Збірна   | Вагова категорія                 | Місце  |
| --------------------------- | -------- | -------------------------------- | ------ |
| Кубок світу з боротьби 2006 | Угорщина | греко-римська боротьба, до 84 кг | 8      |
| Кубок світу з боротьби 2009 | Угорщина | греко-римська боротьба, до 84 кг | Бронза |

### Виступи на інших змаганнях
| Змагання                                     | Збірна   | Вагова категорія                 | Місце  |
| -------------------------------------------- | -------- | -------------------------------- | ------ |
| Золотий Гран-прі з боротьби 2009             | Угорщина | греко-римська боротьба, до 84 кг | Бронза |
| Гран-прі Німеччини з боротьби 2010           | Угорщина | греко-римська боротьба, до 84 кг | Срібло |
| Золотий Гран-прі з боротьби 2010 (Баку)      | Угорщина | греко-римська боротьба, до 84 кг | 9      |
| Турнір Вехбі Емре 2011                       | Угорщина | греко-римська боротьба, до 84 кг | 5      |
| Золотий Гран-прі з боротьби 2011 (Сомбатгей) | Угорщина | греко-римська боротьба, до 84 кг | 15     |
| Кубок Президента Казахстану з боротьби 2011  | Угорщина | греко-римська боротьба, до 84 кг | 4      |
| Золотий Гран-прі з боротьби 2011 (Баку)      | Угорщина | греко-римська боротьба, до 84 кг | 7      |

### Виступи на змаганнях молодших вікових груп
| Змагання                                       | Збірна   | Вагова категорія                 | Місце  |
| ---------------------------------------------- | -------- | -------------------------------- | ------ |
| Чемпіонат Європи з боротьби серед кадетів 2001 | Угорщина | греко-римська боротьба, до 69 кг | 5      |
| Чемпіонат Європи з боротьби серед кадетів 2002 | Угорщина | греко-римська боротьба, до 76 кг | Золото |
| Чемпіонат світу з боротьби серед юніорів 2003  | Угорщина | греко-римська боротьба, до 74 кг | 19     |
| Чемпіонат Європи з боротьби серед юніорів 2004 | Угорщина | греко-римська боротьба, до 84 кг | 4      |
| Чемпіонат світу з боротьби серед юніорів 2005  | Угорщина | греко-римська боротьба, до 84 кг | 30     |